# Orientalisches Keramikmuseum Osaka
Das Orientalische Keramikmuseum Osaka (jap. 大阪市立東洋陶磁美術館, Ōsaka-shiritsu Tōyō Tōji Bijutsukan, engl. The Museum of Oriental Ceramics, Osaka) ist ein 1982 eröffnetes Kunstmuseum im zentral gelegenen Nakanoshima-Park in Osaka, das eine der weltweit bedeutendsten Sammlungen chinesischer und koreanischer Keramik beherbergt. Ausgestellt werden unter anderem zwei Nationalschätze und 13 wichtige Kulturgüter Japans.

## Überblick
Das Museum wurde gebaut, um die bedeutende Sammlung des Unternehmers und Kunstliebhabers Eiichi Ataka (安宅 英一; 1901–1994) unterzubringen und auszustellen. Gestiftet wurde die Sammlung der Stadt Osaka von 21 Firmen der traditionsreichen Sumitomo-Firmengruppe. Die Sammlung umfasst circa 4000 Exponate, davon etwa 2700 chinesische, koreanische und japanische Keramiken. 1999 wurde ein Seitenflügel eröffnet, um weitere japanische Keramik und die Sammlung koreanischer Keramik von I Byeongchang (李秉昌) auszustellen.

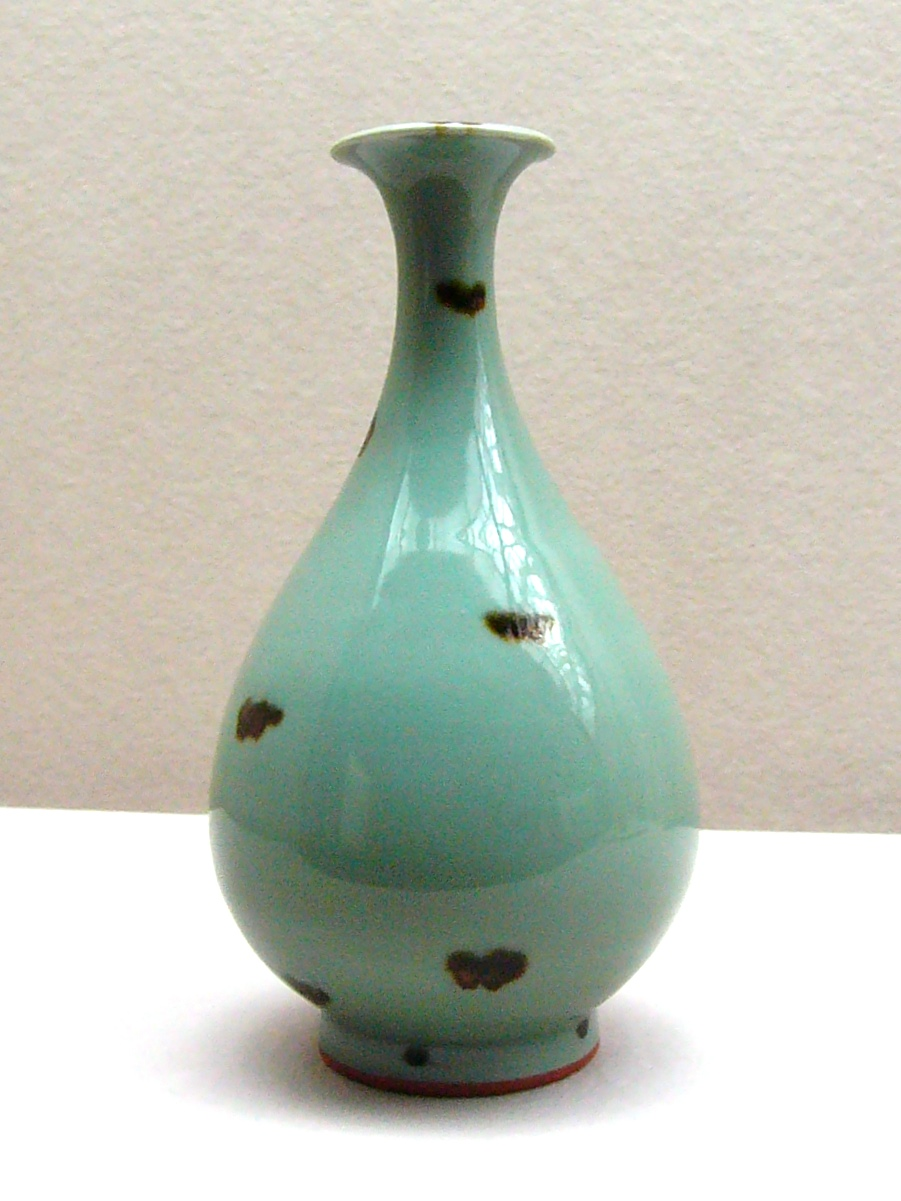
Seladon-Vase mit rostbraunen Punkten

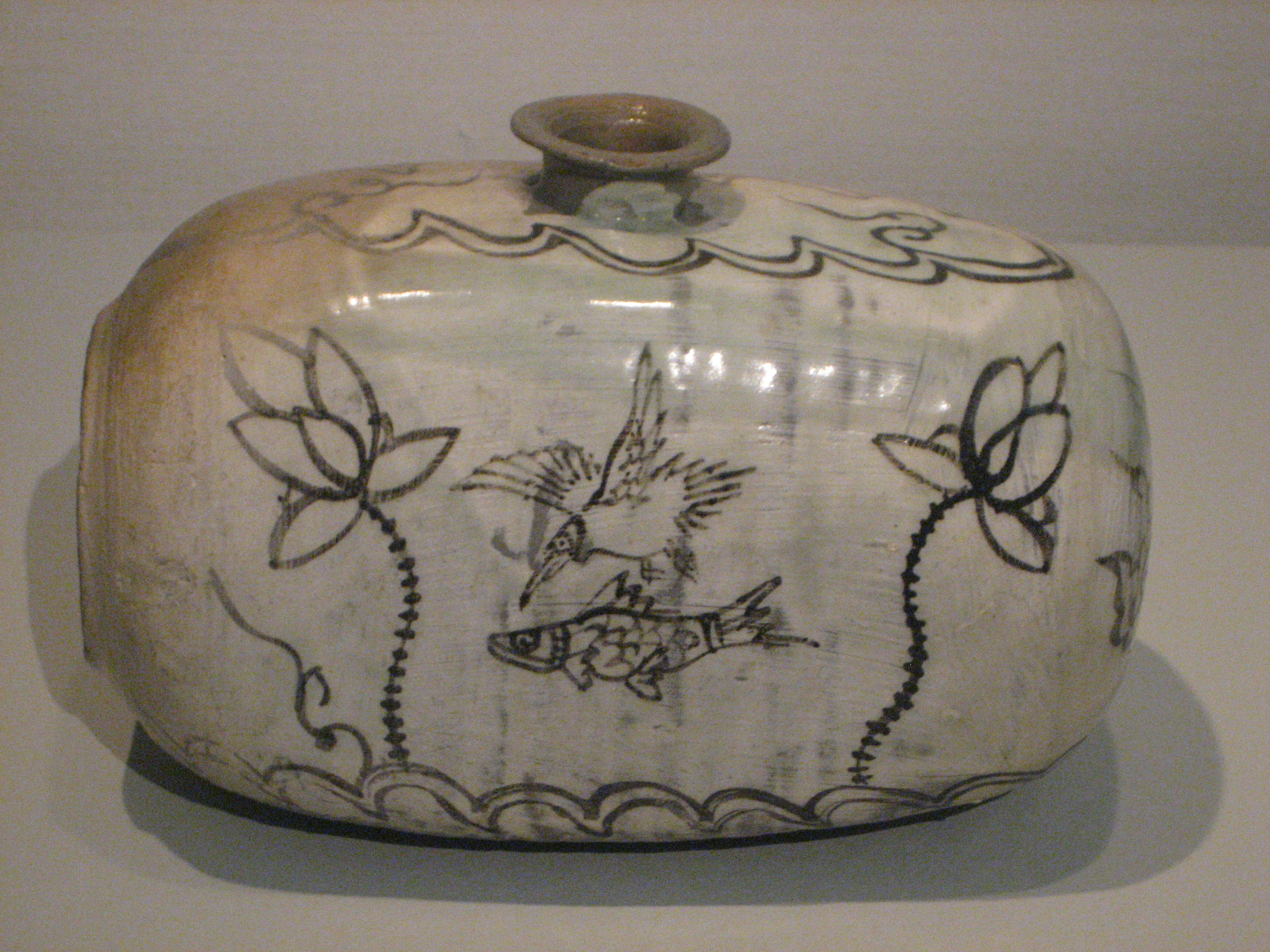
Ballenform-Flasche mit Vogel- und Fisch-Design (Joseon)

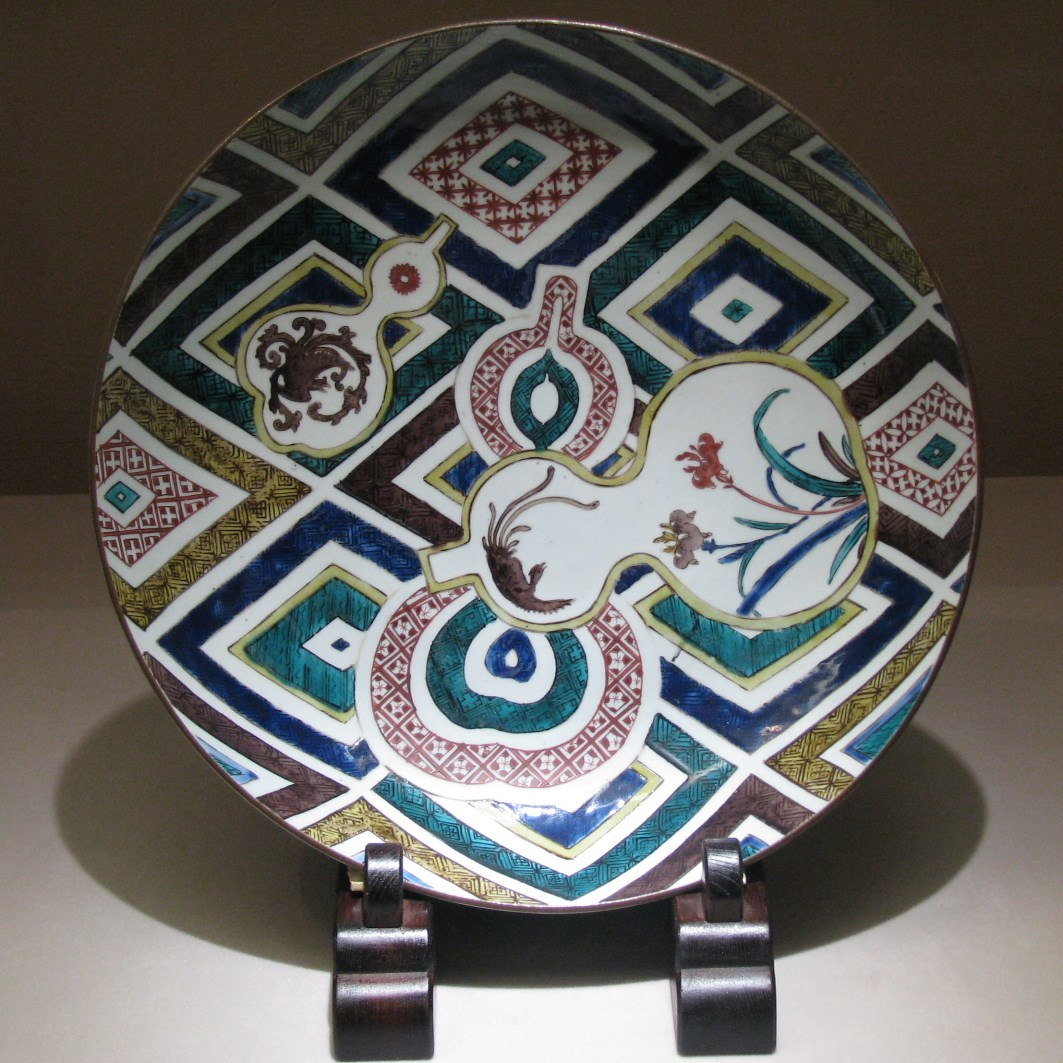
Großer Teller im Alt-Kutani Stil

Aus den Sammlungen können jeweils etwa 320 Objekte im Hauptgebäude und im Seitenflügel ausgestellt werden. Dazu kommen jährlich zwei Sonderausstellungen. Das Haus enthält folgende Ausstellungsräume:
1. Koreanische Keramik (Goryeo)
2. Koreanische Galerie (Joseon)
3. Koreanisches Porzellan
4. Sammlung I Byeongchang
5. Japanische Keramik
6. Sonderausstellungen
7. Chinesische Keramik
8. Chinesische Keramik (Song-Dynastie), Schaukästen mit „natürlichem Licht“[Anm. 2]
9. Chinesische Keramik (Yuan-, Ming-Dynastie)
10. Sonderausstellungen

### China (Auswahl)
- Seladon-Vase mit rostbraunen Punkten (飛青磁 花生 (龍泉窯)) (Yuan), Nationalschatz
- Tenmoku-Teeschale mit silbrigen Punkten (油滴天目 茶碗 (建窯)) (Südliches Song), Nationalschatz
- Vase mit Sgraffiato Dekoration von Päonien unter grüner Glasur (緑釉黒花 牡丹文 瓶 (磁州窯)) (Nördliches Song), Wichtiges Kulturgut
- Gefäß in Blauweiß mit Fischen und Wasserpflanzen (青花　蓮池魚藻　壺 (景徳　窯)) (Yuan), Wichtiges Kulturgut
- Gefäß im Cloisonné-Stil mit Vögeln und Blumen (法花　花鳥文　壺) (Ming), Wichtiges Kulturgut

### Korea (Auswahl)
- Seladon-Kanne (Goryeo), Wichtiges Kulturgut
- Seladon-Vase mit Päonien-Design (Goryeo)
- Ballenform-Flasche mit Vogel- und Fisch-Design (Joseon)
- Gefäß mit Tiger- und Hirsch-Design (Joseon)
- Flasche mit Blumenschmuck (Joseon)

### Japan (Auswahl)
- Gefäß, Shigaraki (甕　信楽窯) (Muromachi-Zeit)
- Rechteck-Teller mit Gras und Vögeln, Mino (額皿　美濃窯) (Momoyama-Zeit)
- Teller mit Blumen und Früchten, Arita (皿　花実文　有田) (Edo-Zeit)
- Großer Teller im Alt-Kutani-Stil, Arita (大皿　古九谷様式　有田) (Edo-Zeit)